# Živnostenské oprávnění
Živnostenské oprávnění je oprávnění k provozování živnosti.

## Historie
Od 1. ledna 1992 do 30. června 2008 bylo živnostenské oprávnění dokládáno živnostenským listem pro ohlašovací živnosti resp. koncesní listinou pro koncesované živnosti. Od 1. července 2008 vydávají živnostenské úřady tzv. výpis z živnostenského rejstříku, který osvědčuje živnostenské oprávnění, neboli právo provozovat živnost. To ovšem neznamená, že nelze nyní prokázat živnostenské oprávnění živnostenským listem. V případě, že údaje na živnostenském listu jsou platné a zároveň podnikateli nebyl vydán výpis z živnostenského rejstříku, je tento živnostenský list platný a podnikatel jím může prokazovat své oprávnění k provozování živnosti. 

## Živnostenský zákon
Institut živnostenského oprávnění je zřízen § 10 živnostenského zákona, který praví, že toto oprávnění vzniká právnickým osobám a fyzickým osobám buď ohlášením, anebo vydáním koncese (u koncesovaných živností). Své živnostenské oprávnění prokazuje podnikatel výpisem z živnostenského rejstříku.

## Jak postupovat při žádosti o živnostenské oprávnění
Fyzická i právnická osoba podává žádost o živnostenské oprávnění na živnostenském úřadě, který bývá odborem úřadu obce s rozšířenou působností, v hlavním městě Praze odborem úřadu městské části. Při prvním ohlášení živnosti resp. žádosti o koncesi se platí poplatek 1000 Kč. V případě ohlášení další živnosti resp. při žádosti o další koncesi se platí poplatek ve výši 500 Kč. Živnostenský úřad provede zápis do živnostenského rejstříku do 5 dnů od podání žádosti a doručí žadateli výpis z živnostenského rejstříku. 